# La Prière
La Prière is een Franse film uit 2018, medegeschreven en geregisseerd door Cédric Kahn.

## Verhaal
Thomas is een 22-jarige drugsverslaafde. In een poging om af te kicken, gaat hij bij een gemeenschap van voormalige verslaafden die geïsoleerd in de bergen wonen en die door middel van gebeden zichzelf proberen te genezen. Onder leiding van een katholieke priester brengen ze hun dagen door met bidden en hard werken. Niet iedereen heeft het er gemakkelijk mee en ook voor Thomas is het elke dag een strijd.

## Rolverdeling
| Acteur          | Personage     |
| --------------- | ------------- |
| Anthony Bajon   | Thomas        |
| Damien Chapelle | Pierre        |
| Alex Brendemühl | Marco         |
| Louise Grinberg | Sybille       |
| Hanna Schygulla | Zuster Myriam |
| Antoine Amblard | Vader Luc     |
| Davide Campagna | Luciano       |

## Release
La Prière ging op 18 februari 2018 in première op het internationaal filmfestival van Berlijn in de competitie voor de Gouden Beer.